# سوزان ميززي
سوزان ميززي (بالإنجليزية: Suzanne Mizzi)‏ (1 ديسمبر 1967 – 22 مايو 2011) عارضة، مغنية، مهندسة ديكور، فنانة. ظهرت بشكل منتظم في صحيفة ذا صن البريطانية خلال الثمانينات والتسعينات قبل أن تمتهن «عرض الأزياء»، بالإضافة لمشاركتها في الأفلام والموسيقى. وفي سنواتها الأخيرة، ركزت على تصميم الديكور والفن.

## المهنة
ولدت ميززي في جزيرة مالطا في البحر المتوسط وترعرعت في لندن، وبعد تركها المدرسة في سن الخامسة عشر، افتتحت ميززي متجر لبيع الملابس في بيثنال جرين، لندن. اكتشفها مصور أثناء عملها في المتجر.
ظهرت لأول مرة في الصفحة الثالثة عام 1984 وعمرها 17 عامًا، واستطاعت أن تحقق شهرة واسعة لدى الجمهور، على الرغم من أن الأمر استغرق فترة من الوقت حتى وافقت على اختيار مهنتها. وفي الأشهر الستة الأولى من مسيرتها، كان لدى ميززي 26 عرض وكان هناك زيادة في الطلب على عروضها. وقد ساعدها في نجاحها مصور الصفحة الثالثة «بيفرلي جودواي».
في عام 1988، تركت عرض الأزياء وبدأت عملها الخاص بها. وقد وقعت مع وكالة عرض الأزياء، وبدأت في تصوير الأزياء، بالإضافة إلى عملها مع فيفيان ويستورد. وفي سن الـ21، وقعت عقدًا بقيمة 400.000 يورو مع صاحب مجموعة لانجيري الشهيرة.
كانت ميززي لديها اهتمام بالموسيقى وعضوًا مؤسسًا في مجموعة الزهور البرية، وكانت لديها الرغبة في أن تكون فنانة وليست نجمة بوب. ووفقًا لتقرير بي بي سي، قامت ميززي بالتأمين على نفسها مع لويدز مقابل 10 ملايين دولار.
وفي عام 2000، أصبحت فنانة ومصممة ديكور. حيث عرضت أعمالها في جاليري الفنون الجميلة في لندن، وعملت في شركة استشارية في مجال التصميم الداخلي والمباني بعد أن رأى أصدقاؤها ما قامت به في منزلها من تصميمات رائعة ومن ثم طلب منها تصميم غرف لهم. 
وقد بدأت في الرسم بعد صعوبة في الحصول على أعمال فنية لعملائها. حيث تباع لوحاتها التجريدية بمبلغ قد يصل إلى 10.000 يورو لكل منها. كما عقد معرض لأعمالها بعنوان «الخالدة» في معرض الفنون في لندن.

## الحياة الشخصية
تزوجت ميززي من حبيبها فرانك كاميليري، ولديها ابن وابنة، يعمل كاميليري مطور عقاري وكان مدير أعمالها سابقًا، بالإضافة إلى أنه يحمل الجنسية البريطانية والمالطية. وقد قسمت العائلة وقتها بين حياتها في لندن وإسبانيا ومالطا.
وفي عام 2010، تم تشخيصها بانها مصابه بسرطان المبيض، وتوفيت في 22 مايو 2011 في دير القديس يوسف، هاكني، شرقي لندن، عن عمر يناهز 43 عامًا.

## روابط خارجية
- سوزان ميززي على موقع IMDb (الإنجليزية)